# Hawai (India)
Hawai es una localidad de la India, centro administrativo del distrito de Anjaw, estado de Arunachal Pradesh.

## Geografía
Se encuentra a una altitud de 1298 m s. n. m. a 545 km de la capital estatal, Itanagar, en la zona horaria UTC +5:30.

## Demografía
Según estimación 2010 contaba con una población de 504 habitantes.